# Murakami (císař)
Murakami (japonsky 村上天皇, Murakami-tennó, 14. července 926 – 5. července 967) byl šedesátý druhý císař Japonska  v souladu s tradičním pořadím posloupnosti. Vládl od 23. května 946 do své smrti 5. července 967.
Princ, jehož osobní jméno (imina) před nástupem na Chryzantémový trůn znělo Nariakira (成明親王), byl šestnáctým synem 60. císaře Daigoa a nevlastním mladším bratrem císaře Suzakua, jenž byl Daigoovým čtrnáctým synem.

## Události za Murakamiho života
V roce 944 byl princ Nariakira jmenován korunním princem a dva roky nato usedl na Chryzantémový trůn.
Dne 16. května 946, v 16. roce své vlády, císař Suzaku abdikoval. Následnictví (senso) připadlo jeho mladšímu bratrovi princi Nariakirovi, pozdějšímu císaři Murakamimu. Krátce poté, 31. května, usedl princ Nariakira, jemuž bylo 21 let, na trůn (sokui).
Murakamiho strýc z matčiny strany Tadahira Fudžiwara zůstal i za nového císaře regentem (seššó), a to až do roku 949. Po Tadahirově smrti nebyl žádný nový regent jmenován. Přestože současníci Murakamiho velebili jako císaře, který vládne státu přímo, ve skutečnosti otěže moci pevně třímal klan Fudžiwara. Japonsku de facto vládli bratři Sanejori (900-970) a Morosuke (909-960) Fudžiwarové.
Dne 23. října 949 zemřel ve 82 letech bývalý 57. císař Józei.
V roce 951 nařídil císař sestavení Sbírky japonské poezie (Gosen wakašú). Tohoto úkolu se pod jeho patronátem ujalo takzvaných „Pět mužů hrušňové komnaty“, což byli básníci a učenci Jošinobu Ónakatomi (大中臣能宣, 921-991), Šitagó Minamoto (源順, 911-983), Motosuke Kijohara (清原元輔, 908-990), Močiki Sakanoue (坂上望城, ?─?) a Tokibumi Ki (紀時文, 922-996).
Dne 6. září 952 zemřel ve 30 letech bývalý 61. císař Suzaku.
Dne 16. října 960 vyhořel císařský palác v Heian-kjó. Bylo to poprvé od roku 794, kdy bylo hlavní město přemístěno z Nary do Heian-kjó, kdy palác vyhořel.
Murakami byl ústřední postavou kultury v období Heian. Byl rovněž zručným hráčem na japonskou flétnu šakuhači a na strunný, citeře podobný nástroj koto. 
Bývalý císař, posmrtně nazývaný Murakami, zemřel 5. července roku 967. Bylo mu 42 let.
Místo, kde byl císař Murakami pohřben, je známé.  Tento císař je tradičně uctíván v pamětní šintoistické svatyni (misasagi) v  Kjótu. Úřad pro záležitosti japonského císařského dvora stanovil toto místo jako Murakamiho mauzoleum. Jeho oficiální název zní Murakami no misasagi.

## Rodina
Císařský princ Nariakira neboli císař Murakami měl 11 manželek, s nimiž zplodil 22 dětí, 11 synů a 11 dcer. Jeho druhorozený syn, císařský princ Norihira (憲平親王), se posléze stal císařem Reizeiem. Jeho sedmý syn, císařský princ Morihira (守平親王), nastoupil po Reizeiovi a stal se císařem En'júem.